# 6 Horas de São Paulo de 2025
As 6 Horas de São Paulo, também conhecidas como 6 Horas de Interlagos, são uma das etapas mais emocionantes do Campeonato Mundial de Endurance (FIA WEC). Disputada no lendário Autódromo José Carlos Pace, em São Paulo, a prova coloca em pista os carros mais tecnológicos do planeta: protótipos híbridos da categoria Hypercar, máquinas de GT3 de última geração, e um grid que mistura tradição, velocidade e estratégia.